# Balorda nostalgia
Balorda nostalgia (italienisch für „dumme Sehnsucht“) ist ein Lied des italienischen Sängers Olly, das 2025 veröffentlicht wurde. Es gewann das Sanremo-Festival 2025.

## Hintergrund
Ende 2024 war Ollys Teilnahme am Sanremo-Festival 2025 mit Balorda nostalgia angekündigt worden. Im Festival gelang Olly ein knapper Sieg vor Lucio Corsi und Brunori Sas.

## Musik und Text
In der Ballade erzählt der Sänger von einer Liebe, die zu Ende gegangen ist, aber eine „dumme“ (balorda) Sehnsucht hinterlassen hat. Er sehnt sich vor allem nach den einfachen gemeinsamen Alltagsmomenten.

## Musikvideo
Das Musikvideo zum Lied zeigt den Sänger in einem Boxkampf. Olly tritt gegen einen unsichtbaren Gegner an, was seinen inneren Kampf versinnbildlicht. Das Video ist ganz in Schwarzweiß gehalten und vom Film Wie ein wilder Stier inspiriert. Regie führte Giulio Rosati.

## Kommerzieller Erfolg

### Chartplatzierungen
Schon in der Woche des Sanremo-Festivals erreichte das Lied direkt den ersten Platz der italienischen Singlecharts. Für Olly avancierte es zum 14. Charthit in Italien, zum vierten Top-10-Erfolg sowie nach Per due come noi (September 2024) zum zweiten Nummer-eins-Hit.
| ChartsChartplatzierungen | Höchstplatzierung | Wochen |
| ------------------------ | ----------------- | ------ |
| Italien (FIMI)           | 1 (… Wo.)         | …      |
| Schweiz (IFPI)           | 6 (5 Wo.)         | 5      |

### Auszeichnungen für Musikverkäufe
| Land/Region    | Auszeichnungen für Musikverkäufe (Land/Region, Auszeichnung, Verkäufe) | Verkäufe |
| -------------- | ---------------------------------------------------------------------- | -------- |
| Italien (FIMI) | 2× Platin                                                              | 400.000  |
| Insgesamt      | 2× Platin ·                                                            | 400.000  |

## Belege
1. ↑  Claudio Cabona: Olly: “I complimenti di Vasco mi hanno scioccato”. In: Rockol.it. 16. Februar 2025, abgerufen am 16. Februar 2025 (italienisch).
2. ↑  Stefano Gradi: "Balorda nostalgia" di Olly – Il testo e il significato della canzone di Sanremo 2025. In: Sorrisi.com. 3. Februar 2025, abgerufen am 16. Februar 2025 (italienisch).
3. ↑  Il Pugno della Resilienza - Il video ufficiale di OLLY Balorda Nostalgia. In: designerspace. 16. Februar 2025, abgerufen am 16. Februar 2025 (italienisch).
4. 1 2  Classifiche Top Singoli. FIMI, abgerufen am 16. Februar 2025 (italienisch).
5. ↑  Olly – Balorda nostalgia. In: hitparade.ch. Schweizer Hitparade, abgerufen am 3. März 2025.
6. ↑  Certificazione. In: fimi.it. Abgerufen am 3. Juni 2025 (italienisch).